# エウロパ (小惑星)
エウロパ (52 Europa) は小惑星帯（メインベルト）の小惑星。ヒギエア族の軌道に近いが、属してはいない。
ヘルマン・ゴルトシュミットが1858年2月4日に発見した。ギリシア神話でゼウスが雄牛に変化してさらったとされる美しい娘エウロペにちなんで名づけられている。
エウロパはメインベルトの小惑星と準惑星の中で7番目に大きく、質量は6番目に大きい（ケレス、ベスタ、パラス、ヒギエア、インテラムニアに次ぐ）。これはメインベルトのすべての岩石のうちの2%に当たる。
C型小惑星であり、この中でも4番目に大きいが表面は暗い。分光器での観測によると、表面の一部にはカンラン石や輝石が含まれていると考えられる。
観測回数は多いにもかかわらず、エウロパの自転について詳しくわかるようになるまでには時間がかかった。現在では、ライトカーブ観測によって5時間ほどの周期で順行回転していると考えられている。また、詳しい観測によると (β, λ) = (70°, 55°) か (40°, 255°) あたりに極を向けていると考えられる。
なお、木星の衛星に同名のエウロパがある。